# Debbie Bowman-Sullivan
Deborah Ann "Debbie" Bowman-Sullivan, née le 4 juillet 1963 à Southport (Australie), est une ancienne joueuse australienne de hockey sur gazon. Elle est championne olympique en 1988.

## Carrière
Debbie Bowman-Sullivan fait partie de l'équipe australienne de hockey sur gazon qui remporte la médaille d'or du tournoi féminin lors des Jeux de 1988. Après avoir battu l'équipe régnante des Pays-Bas 3-2 en demi-finale, elles battent les Sud-Coréeennes en finale 2-0. Lors de la finale, elle marque le premier but quelques secondes après le début de la deuxième mi-temps. Toujours membre de l'équipe australienne lors des Jeux de 1992, elle termine 5e.

## Distinctions
Elle reçoit la médaille australienne des Sports en 2000 et entre au Queensland Sport Hall of Fame en 2009.

## Palmarès

### Jeux olympiques
- médaille d'or du tournoi féminin en 1988 à Séoul,  Corée du Sud